# Here Is What Is

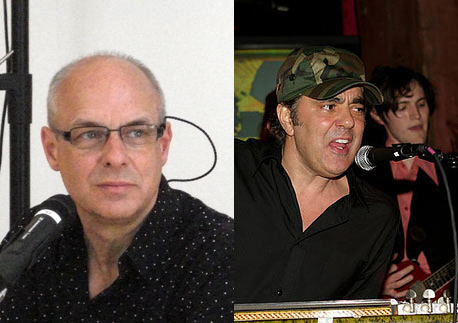
Brian Eno (2008) e Daniel Lanois (2005)

Here Is What Is è il quinto album studio del cantautore e produttore canadese Daniel Lanois.
L'album fa parte dello stesso progetto del film documentario omonimo che è stato premiato al Toronto International Film Festival del 2007. Il disco in realtà è la colonna sonora stessa del film, a parte i brani Chest of Drawers e Beauty che sono conversazioni con Brian Eno.
Il CD è stato pubblicato il 18 marzo 2008.

## Tracce
1. Chest of Drawers
2. Where Will I Be
3. Here Is What Is
4. Not Fighting Anymore
5. Beauty
6. Blue Bus
7. Lovechild
8. Harry
9. Bells of Oaxaca
10. This May Be the Last Time
11. Smoke #6
12. I Like That
13. Duo Glide
14. Bladesteel
15. Moondog
16. Sacred and Secular
17. Joy
18. Luna Samba